# Llista de monuments de Sant Hilari Sacalm
Llista de monuments de Sant Hilari Sacalm inclosos en l'Inventari del Patrimoni Arquitectònic Català per al municipi de Sant Hilari Sacalm (Selva). Inclou els inscrits en el Registre de Béns Culturals d'Interès Nacional (BCIN) amb la classificació de monument històric, els Béns Culturals d'Interès Local (BCIL) de caràcter immoble i la resta de béns arquitectònics integrants del patrimoni cultural català.
| Monument                                                                                 | Protecció    | Estil/època                                          | Localització                                                                                            | Coordenades                                          | Codi?         | Imatge |
| ---------------------------------------------------------------------------------------- | ------------ | ---------------------------------------------------- | --- | ---------------------------------------------------- | ------------- | --- |
| Castell de Solterra                                                                      | BCIN 1468-MH | Romànic XI, XIII, XVII                               | Sant Hilari Sacalm Pista St. Hilari - Sta.Coloma, trencall esquerra                                     | 41° 55′ 23″ N, 2° 31′ 59″ E / 41.923163°N,2.532969°E | RI-51-0006076 | Castell de Solterra (Sant Hilari Sacalm) · Vegeu més fotos d'aquest monument · Carregueu una nova foto d'aquest monument                      |
| Casal-castell de la Rovira, o Domus de la Rovira, Castell de Mascarbó                    | BCIN 1469-MH | Romànic XIII                                         | Sant Hilari Sacalm Ctra. St. Hilari - Vic, trencall dreta                                               | 41° 53′ 01″ N, 2° 28′ 39″ E / 41.883633°N,2.477389°E | RI-51-0006077 | Carregueu una nova foto d'aquest monument |
| Castell de Saleta del Mas, o Casal-Castell dels Marquesos de Montsolís, antic Mas Saleta | BCIN 1470-MH | Obra popular, gòtic XII, XV, XIX, XX Inici           | Sant Hilari Sacalm Ctra. St. Hilari - Osor, a 1 km del nucli                                            | 41° 53′ 24″ N, 2° 30′ 34″ E / 41.890019°N,2.509501°E | RI-51-0006078 | Castell de Saleta del Mas (Sant Hilari Sacalm) · Vegeu més fotos d'aquest monument · Carregueu una nova foto d'aquest monument                |
| Castell de Villavecchia, o Torre de Villavecchia, Torre de Sant Miquel                   | BCIN 1951-MH | Eclecticisme XIX Final                               | Sant Hilari Sacalm Pista St. Hilari - Sta. Coloma, trencall esquerra, ctra. Villavecchia                | 41° 54′ 18″ N, 2° 32′ 23″ E / 41.905084°N,2.539826°E | RI-51-0006079 | Castell de Villavecchia (Sant Hilari Sacalm) · Vegeu més fotos d'aquest monument · Carregueu una nova foto d'aquest monument                  |
| Santuari de la Mare de Déu del Padró                                                     |              | Obra popular XIII, XIV, XVII, XIX                    | Sant Hilari Sacalm Santa Margarida de Vallors                                                           | 41° 53′ 52″ N, 2° 33′ 56″ E / 41.89777°N,2.56543°E   | IPA-23851     | Carregueu una nova foto d'aquest monument |
| Font del Pic, o Font d'en Pico-pico                                                      |              | Obra popular XIX, XX                                 | Sant Hilari Sacalm C. de la Font del Pic                                                                | 41° 52′ 43″ N, 2° 30′ 13″ E / 41.87848°N,2.50351°E   | IPA-23853     | Carregueu una nova foto d'aquest monument |
| La Cau, o la Calm                                                                        |              | Obra popular XIX                                     | Sant Hilari Sacalm Ctra. St.Hilalri - Vic, segon trencal esquerra                                       | 41° 53′ 03″ N, 2° 27′ 12″ E / 41.88422°N,2.45345°E   | IPA-23854     | Carregueu una nova foto d'aquest monument |
| La Vileta                                                                                |              | Obra popular XVI                                     | Sant Hilari Sacalm Antiga ctra. Vic, trencall dreta, direcció Vallclara                                 | 41° 53′ 56″ N, 2° 28′ 06″ E / 41.89898°N,2.46838°E   | IPA-23861     | Carregueu una nova foto d'aquest monument |
| Casa Nova del Molí, o Molí de la Saleta                                                  |              | Obra popular XIV, XX                                 | Sant Hilari Sacalm                                                                                      | 41° 54′ 14″ N, 2° 30′ 02″ E / 41.90376°N,2.50056°E   | IPA-23862     | Casa Nova del Molí (Sant Hilari Sacalm) · Vegeu més fotos d'aquest monument · Carregueu una nova foto d'aquest monument                       |
| Casota d'en Comes                                                                        |              | Obra popular XVI, XVIII                              | Sant Hilari Sacalm                                                                                      | 41° 52′ 06″ N, 2° 27′ 25″ E / 41.86832°N,2.45691°E   | IPA-23863     | Carregueu una nova foto d'aquest monument |
| Els Clopés, o els Clopers                                                                |              | Obra popular XII, XVII, XX                           | Sant Hilari Sacalm A 4 km de Sant Hilari en direcció a Vic                                              | 41° 52′ 40″ N, 2° 29′ 08″ E / 41.87772°N,2.48559°E   | IPA-23864     | Carregueu una nova foto d'aquest monument |
| Font del Ferro                                                                           |              | Obra popular XX Mitjan                               | Sant Hilari Sacalm Pg. de la Font del Ferro                                                             | 41° 52′ 29″ N, 2° 30′ 52″ E / 41.87474°N,2.51442°E   | IPA-23868     | Font del Ferro (Sant Hilari Sacalm) · Vegeu més fotos d'aquest monument · Carregueu una nova foto d'aquest monument                           |
| El Soler de Mansolí                                                                      |              | Eclecticisme, modernisme XII, XVIII                  | Sant Hilari Sacalm Ctra. Sant Hilari - Osor, a uns 6 km del nucli                                       | 41° 55′ 15″ N, 2° 31′ 22″ E / 41.92079°N,2.52267°E   | IPA-23869     | El Soler de Mansolí (Sant Hilari Sacalm) · Vegeu més fotos d'aquest monument · Carregueu una nova foto d'aquest monument                      |
| Camplà, o Can Plà                                                                        |              | Obra popular XV, XVI, XVIII                          | Sant Hilari Sacalm Camí de Villavecchia, a l'esquerra de la pista St. Hilari - Sta. Coloma              | 41° 54′ 29″ N, 2° 32′ 03″ E / 41.90816°N,2.53427°E   | IPA-23872     | Camplà (Sant Hilari Sacalm) · Vegeu més fotos d'aquest monument · Carregueu una nova foto d'aquest monument                                   |
| Villa Josefina, o Torre dels Bojos                                                       |              | Eclecticisme XX Inici                                | Sant Hilari Sacalm Ctra. de Vic                                                                         | 41° 52′ 46″ N, 2° 30′ 13″ E / 41.87932°N,2.50369°E   | IPA-23873     | Carregueu una nova foto d'aquest monument |
| Mas Serrallonga                                                                          |              | Obra popular XVI, XVII, XX                           | Sant Hilari Sacalm Ctra. Vilanova de Sau-Susqueda, a l'altura de Querós (enderrocat)                    | 41° 57′ 06″ N, 2° 28′ 37″ E / 41.951687°N,2.477058°E | IPA-23874     | Mas Serrallonga (Sant Hilari Sacalm) · Vegeu més fotos d'aquest monument · Carregueu una nova foto d'aquest monument                          |
| Santa Maria de Mansolí, o Montsolís Vell                                                 |              | Romànic, obra popular XII, XIX, XX                   | Sant Hilari Sacalm Ctra. St. Hilari - Osor, costat esquerre, a 3 km del nucli aprox.                    | 41° 54′ 12″ N, 2° 30′ 09″ E / 41.90334°N,2.50254°E   | IPA-23875     | Santa Maria de Mansolí (Sant Hilari Sacalm) · Vegeu més fotos d'aquest monument · Carregueu una nova foto d'aquest monument                   |
| Font del Serrat                                                                          |              | Obra popular XX Final                                | Sant Hilari Sacalm Camí del Serrat                                                                      | 41° 52′ 24″ N, 2° 30′ 35″ E / 41.8734°N,2.5097°E     | IPA-23876     | Carregueu una nova foto d'aquest monument |
| Casa Nova d'en Suy, o Casa Nova d'en Rovira                                              |              | Obra popular XVII, XVIII                             | Sant Hilari Sacalm Ctra. Sant Hilari - Villavecchia, trencall dreta a l'inici                           | 41° 53′ 13″ N, 2° 31′ 30″ E / 41.88698°N,2.52507°E   | IPA-23879     | Carregueu una nova foto d'aquest monument |
| Mas les Serres                                                                           |              | Obra popular XII, XVIII, XX                          | Sant Hilari Sacalm Ctra. a Villavecchia, trencall dreta, just entrada polígon industrial                | 41° 52′ 53″ N, 2° 31′ 38″ E / 41.88148°N,2.52732°E   | IPA-23880     | Carregueu una nova foto d'aquest monument |
| Campdelarit                                                                              |              | Obra popular XVI                                     | Sant Hilari Sacalm A 11 km de Sant Hilari, sector de Santa Margarida, ctra. del Pedró                   | 41° 53′ 59″ N, 2° 33′ 34″ E / 41.89966°N,2.55958°E   | IPA-23881     | Carregueu una nova foto d'aquest monument |
| Can Rovira                                                                               |              | Obra popular XIV, XVII, XX                           | Sant Hilari Sacalm Pl. Doctor Robert                                                                    | 41° 52′ 45″ N, 2° 30′ 34″ E / 41.8792°N,2.50939°E    | IPA-23882     | Can Rovira (Sant Hilari Sacalm) · Vegeu més fotos d'aquest monument · Carregueu una nova foto d'aquest monument                               |
| Santa Margarida de Vallors                                                               |              | Romànic, barroc XII, XVII, XX                        | Sant Hilari Sacalm Pista St. Hilari - Sta. Coloma, trencall a la dreta                                  | 41° 53′ 01″ N, 2° 32′ 59″ E / 41.883617°N,2.549642°E | IPA-23883     | Santa Margarida de Vallors (Sant Hilari Sacalm) · Vegeu més fotos d'aquest monument · Carregueu una nova foto d'aquest monument               |
| Cal Sastre                                                                               |              | Obra popular XVI, XVIII, XX                          | Sant Hilari Sacalm A la urbanització Cal Sastre, a la sortida del nucli en direcció Villavecchia        | 41° 53′ 20″ N, 2° 31′ 06″ E / 41.88878°N,2.51836°E   | IPA-23884     | Carregueu una nova foto d'aquest monument |
| Pou de glaç de Saleta                                                                    |              | Obra popular XVII                                    | Sant Hilari Sacalm Al costat de la carretera de la Font Picant                                          | 41° 53′ 17″ N, 2° 30′ 30″ E / 41.888121°N,2.508377°E | IPA-23885     | Carregueu una nova foto d'aquest monument |
| La Talleda                                                                               |              | Obra popular XVI, XVIII                              | Sant Hilari Sacalm Ctra. St. Hilari - Vic, trencall dreta passat el Mas Carbó                           | 41° 53′ 09″ N, 2° 27′ 50″ E / 41.88581°N,2.46391°E   | IPA-23886     | Carregueu una nova foto d'aquest monument |
| Casa de la Vila                                                                          |              | Historicisme XX Inici, XX                            | Sant Hilari Sacalm C. de la Rectoria                                                                    | 41° 52′ 43″ N, 2° 30′ 29″ E / 41.878482°N,2.508002°E | IPA-23888     | Casa de la Vila (Sant Hilari Sacalm) · Vegeu més fotos d'aquest monument · Carregueu una nova foto d'aquest monument                          |
| Les Clotes                                                                               |              | Obra popular                                         | Sant Hilari Sacalm                                                                                      | 41° 53′ 41″ N, 2° 31′ 20″ E / 41.89461°N,2.52209°E   | IPA-23889     | Carregueu una nova foto d'aquest monument |
| CEIP Guilleries, o Escoles públiques del Dr. Morales                                     |              | Moviment modern XX Inici, XX Mitjan, XX Final, XXI   | Sant Hilari Sacalm C. Sant Josep, 12                                                                    | 41° 52′ 50″ N, 2° 30′ 26″ E / 41.88064°N,2.50726°E   | IPA-23892     | Carregueu una nova foto d'aquest monument |
| Mas Carbó                                                                                |              | Obra popular XVI, XVIII, XIX                         | Sant Hilari Sacalm Ctra. St. Hilari - Vic, trencall a la dreta passada la Casota de Matamala            | 41° 52′ 55″ N, 2° 28′ 18″ E / 41.88185°N,2.47178°E   | IPA-23893     | Carregueu una nova foto d'aquest monument |
| Església parroquial Sant Hilari                                                          |              | Romànic, gòtic XII, XV, XVI, XIX, XX Inici, XX Final | Sant Hilari Sacalm Pl. de l'Església                                                                    | 41° 52′ 44″ N, 2° 30′ 30″ E / 41.87895°N,2.50843°E   | IPA-23896     | Església parroquial Sant Hilari (Sant Hilari Sacalm) · Vegeu més fotos d'aquest monument · Carregueu una nova foto d'aquest monument          |
| Balneari de la Font Picant i pou de glaç                                                 |              | Eclecticisme                                         | Sant Hilari Sacalm Ctra. St. Hilari - Osor, a uns 5 km al costat esquerre                               | 41° 54′ 19″ N, 2° 30′ 29″ E / 41.90523°N,2.50794°E   | IPA-23898     | Balneari de la Font Picant i pou de glaç (Sant Hilari Sacalm) · Vegeu més fotos d'aquest monument · Carregueu una nova foto d'aquest monument |
| Convent de les Germanes Carmelites, o Convent de les Monges                              |              | Eclecticisme XX Inici                                | Sant Hilari Sacalm C. Verge dels Dolors                                                                 | 41° 52′ 50″ N, 2° 30′ 30″ E / 41.88044°N,2.5082°E    | IPA-23899     | Carregueu una nova foto d'aquest monument |
| Ca l'Uix, o Ca n'Uix, Ca l'Huix                                                          |              | Obra popular XVII, XX                                | Sant Hilari Sacalm Veïnat de Vallors                                                                    | 41° 52′ 47″ N, 2° 35′ 14″ E / 41.87977°N,2.58716°E   | IPA-31188     | Carregueu una nova foto d'aquest monument |
| La Corbella Vella                                                                        |              | Obra popular XVII, XX                                | Sant Hilari Sacalm Veïnat de St. Miquel de Cladells                                                     | 41° 52′ 02″ N, 2° 33′ 09″ E / 41.86727°N,2.55256°E   | IPA-31238     | Carregueu una nova foto d'aquest monument |
| Mas Cullell, o Mas Collell                                                               |              | Obra popular XVIII                                   | Sant Hilari Sacalm                                                                                      | 41° 53′ 26″ N, 2° 27′ 25″ E / 41.89043°N,2.45703°E   | IPA-34046     | Carregueu una nova foto d'aquest monument |
| Antiga caserna                                                                           |              | Eclecticisme XX Inici                                | Sant Hilari Sacalm Ctra. d'Arbúcies, 6                                                                  | 41° 52′ 43″ N, 2° 30′ 40″ E / 41.87866°N,2.51101°E   | IPA-34047     | Carregueu una nova foto d'aquest monument |
| Casa al carrer Montsolís                                                                 |              | Obra popular XIX                                     | Sant Hilari Sacalm C. Montsolís, 18                                                                     | 41° 52′ 48″ N, 2° 30′ 35″ E / 41.87988°N,2.50962°E   | IPA-34048     | Carregueu una nova foto d'aquest monument |
| Ca la Mercè Fàbrega                                                                      |              | Noucentisme XX                                       | Sant Hilari Sacalm Pg. Font Vella, 25                                                                   | 41° 52′ 46″ N, 2° 30′ 21″ E / 41.87932°N,2.50592°E   | IPA-34049     | Ca la Mercè Fàbrega (Sant Hilari Sacalm) · Vegeu més fotos d'aquest monument · Carregueu una nova foto d'aquest monument                      |
| Ca n'Illa de Dalt, o les Illes d'Amunt                                                   |              | Obra popular XIX                                     | Sant Hilari Sacalm Ctra. Osor, passat Balneari Font Picant, a l'esquerra                                | 41° 54′ 47″ N, 2° 30′ 51″ E / 41.91309°N,2.51416°E   | IPA-34050     | Carregueu una nova foto d'aquest monument |
| Façana de la casa al carrer Montsolís, 12                                                |              | Noucentisme XX Inici                                 | Sant Hilari Sacalm C. Montsolís, 12                                                                     | 41° 52′ 47″ N, 2° 30′ 34″ E / 41.87975°N,2.50939°E   | IPA-34051     | Carregueu una nova foto d'aquest monument |
| Casa al carrer Rectoria, 13                                                              |              | Obra popular XIX, XX                                 | Sant Hilari Sacalm C. Rectoria, 13                                                                      | 41° 52′ 43″ N, 2° 30′ 29″ E / 41.87853°N,2.50813°E   | IPA-34052     | Carregueu una nova foto d'aquest monument |
| Molí d'en Boscà                                                                          |              | Obra popular XIX                                     | Sant Hilari Sacalm Ctra. St. Hilari - Osor, just abans km 17                                            | 41° 55′ 26″ N, 2° 30′ 22″ E / 41.9238°N,2.5061°E     | IPA-34053     | Molí d'en Boscà (Sant Hilari Sacalm) · Vegeu més fotos d'aquest monument · Carregueu una nova foto d'aquest monument                          |
| Dues cases a la plaça Doctor Gravolosa, 8-10                                             |              | Modernisme XIX Final                                 | Sant Hilari Sacalm Pl. Dr. Gravlosa, 8-10                                                               | 41° 52′ 44″ N, 2° 30′ 36″ E / 41.87896°N,2.50995°E   | IPA-34055     | Carregueu una nova foto d'aquest monument |
| Monument al General Josep Moragues                                                       |              | Moviment modern Domènec Fita XX Final                | Sant Hilari Sacalm Pl. Josep Moragues                                                                   | 41° 52′ 44″ N, 2° 30′ 41″ E / 41.879°N,2.51135°E     | IPA-34056     | Monument al General Josep Moragues (Sant Hilari Sacalm) · Vegeu més fotos d'aquest monument · Carregueu una nova foto d'aquest monument       |
| Cal Veterinari                                                                           |              | Monumentalisme academicista XX Inici                 | Sant Hilari Sacalm Ctra. Arbúcies - pl. Catalunya                                                       | 41° 52′ 41″ N, 2° 30′ 43″ E / 41.87799°N,2.51198°E   | IPA-34057     | Carregueu una nova foto d'aquest monument |
| Cooperativa Obrera, o Museu Guillaries                                                   |              | Modernisme XX Inici                                  | Sant Hilari Sacalm Pl. Doctor Robert                                                                    | 41° 52′ 45″ N, 2° 30′ 34″ E / 41.87915°N,2.50933°E   | IPA-34058     | Carregueu una nova foto d'aquest monument |
| Casa al carrer Balmes, 10                                                                |              | Obra popular XX Inici                                | Sant Hilari Sacalm C. Balmes, 10                                                                        | 41° 52′ 44″ N, 2° 30′ 33″ E / 41.879°N,2.50923°E     | IPA-34059     | Carregueu una nova foto d'aquest monument |
| Can Serres                                                                               |              | Eclecticisme XIX Final                               | Sant Hilari Sacalm C. Vernis, 7                                                                         | 41° 52′ 46″ N, 2° 30′ 36″ E / 41.87951°N,2.5099°E    | IPA-34060     | Carregueu una nova foto d'aquest monument |
| Bloc de pisos al carrer Montsolís, 1                                                     |              | Obra popular XX                                      | Sant Hilari Sacalm C. Montsolís, 1 - c. Hort Nou                                                        | 41° 52′ 47″ N, 2° 30′ 32″ E / 41.87973°N,2.50893°E   | IPA-34062     | Carregueu una nova foto d'aquest monument |
| Can Miret                                                                                |              | Noucentisme XX Inici                                 | Sant Hilari Sacalm C. Nou - c. Vernis                                                                   | 41° 52′ 46″ N, 2° 30′ 33″ E / 41.8795°N,2.50922°E    | IPA-34063     | Carregueu una nova foto d'aquest monument |
| Casa al carrer Sant Benet, 79                                                            |              | Monumentalisme academicista XX Mitjan                | Sant Hilari Sacalm C. Sant Benet, 79                                                                    | 41° 52′ 45″ N, 2° 30′ 26″ E / 41.87927°N,2.50716°E   | IPA-34064     | Carregueu una nova foto d'aquest monument |
| Los Cedros                                                                               |              | Obra popular XX Mitjan                               | Sant Hilari Sacalm Pg. 14 d'abril, 27                                                                   | 41° 52′ 38″ N, 2° 30′ 42″ E / 41.8773°N,2.51155°E    | IPA-34066     | Carregueu una nova foto d'aquest monument |
| Casa a la carretera Arbúcies, 52                                                         |              | Modernisme XX Inici                                  | Sant Hilari Sacalm Ctra. Arbúcies, 52                                                                   | 41° 52′ 37″ N, 2° 30′ 44″ E / 41.877°N,2.51217°E     | IPA-34067     | Carregueu una nova foto d'aquest monument |
| Can Borràs                                                                               |              | Eclecticisme XIX, XX                                 | Sant Hilari Sacalm C. Vic, 29                                                                           | 41° 52′ 46″ N, 2° 30′ 26″ E / 41.87943°N,2.5073°E    | IPA-34068     | Can Borràs (Sant Hilari Sacalm) · Vegeu més fotos d'aquest monument · Carregueu una nova foto d'aquest monument                               |
| Casa Benestar                                                                            |              | Noucentisme XX Inici                                 | Sant Hilari Sacalm Pg. Font Vella, 6-8                                                                  | 41° 52′ 47″ N, 2° 30′ 24″ E / 41.87974°N,2.5067°E    | IPA-34069     | Carregueu una nova foto d'aquest monument |
| Hostal Fugaroles                                                                         |              | Eclecticisme XX                                      | Sant Hilari Sacalm C. Monsolís, 31                                                                      | 41° 52′ 49″ N, 2° 30′ 36″ E / 41.88032°N,2.51°E      | IPA-34070     | Carregueu una nova foto d'aquest monument |
| Casa Òptica Estrada                                                                      |              | Obra popular XVIII                                   | Sant Hilari Sacalm C. Jaume Balmes, 1                                                                   | 41° 52′ 44″ N, 2° 30′ 32″ E / 41.87894°N,2.50889°E   | IPA-34071     | Carregueu una nova foto d'aquest monument |
| Rectoria                                                                                 |              | Obra popular XX Inici                                | Sant Hilari Sacalm C. de la Rectoria, al costat col·legi St. Josep                                      | 41° 52′ 44″ N, 2° 30′ 29″ E / 41.87887°N,2.50811°E   | IPA-34072     | Carregueu una nova foto d'aquest monument |
| Habitatge de la plaça Doctor Gravalosa, 12                                               |              | Eclecticisme XIX Final                               | Sant Hilari Sacalm Pl. del Doctor Gravalosa, 12                                                         | 41° 52′ 45″ N, 2° 30′ 36″ E / 41.87908°N,2.51007°E   | IPA-34073     | Carregueu una nova foto d'aquest monument |
| Els Cortals, o els Cortals del Mig                                                       |              | Obra popular XVIII, XX                               | Sant Hilari Sacalm Trencall a l'esquerra de la carretera de Vic                                         | 41° 52′ 06″ N, 2° 27′ 59″ E / 41.86827°N,2.46648°E   | IPA-34074     | Els Cortals (Sant Hilari Sacalm) · Vegeu més fotos d'aquest monument · Carregueu una nova foto d'aquest monument                              |
| Can Manel Mort                                                                           |              | Obra popular XX Inici                                | Sant Hilari Sacalm Ctra. d'Osor, just passat la Font Picant (enderrocada)                               | 41° 54′ 18″ N, 2° 30′ 38″ E / 41.90500°N,2.51058°E   | IPA-34075     | Carregueu una nova foto d'aquest monument |
| Can Tintorer                                                                             |              | Eclecticisme XX Inici                                | Sant Hilari Sacalm Al final de la ctra. de la Font Picant, en un trencall a la dreta                    | 41° 53′ 09″ N, 2° 30′ 33″ E / 41.88584°N,2.50914°E   | IPA-34076     | Carregueu una nova foto d'aquest monument |
| Taverna de l'Aigua, o Despatx de l'Aigua, Can Ribot                                      |              | Eclecticisme XX                                      | Sant Hilari Sacalm Pl. Verdaguer                                                                        | 41° 52′ 46″ N, 2° 30′ 32″ E / 41.87957°N,2.50878°E   | IPA-34077     | Carregueu una nova foto d'aquest monument |
| Cases aparellades al carrer Busquets i Punset                                            |              | Obra popular XX                                      | Sant Hilari Sacalm C. Busquets i Punset                                                                 | 41° 52′ 42″ N, 2° 30′ 44″ E / 41.87821°N,2.51218°E   | IPA-34078     | Carregueu una nova foto d'aquest monument |
| Habitatge al carrer Rectoria, 7                                                          |              | Obra popular XIX                                     | Sant Hilari Sacalm C. Rectoria, 7                                                                       | 41° 52′ 43″ N, 2° 30′ 31″ E / 41.87863°N,2.50853°E   | IPA-34079     | Carregueu una nova foto d'aquest monument |
| Habitatge a la carretera d'Osor, 19                                                      |              | Obra popular XIX Final                               | Sant Hilari Sacalm Ctra. d'Osor, 19                                                                     | 41° 52′ 38″ N, 2° 30′ 45″ E / 41.87728°N,2.51243°E   | IPA-34080     | Carregueu una nova foto d'aquest monument |
| Habitatge a la carretera d'Arbúcies, 40                                                  |              | Obra popular XX Inici                                | Sant Hilari Sacalm Ctra. d'Osor-Arbúcies, 40                                                            | 41° 52′ 38″ N, 2° 30′ 44″ E / 41.87726°N,2.51211°E   | IPA-34081     | Carregueu una nova foto d'aquest monument |
| Habitatge al carrer Vic, 2                                                               |              | Obra popular XIX Final                               | Sant Hilari Sacalm C. Vic, 2 - c. Valls                                                                 | 41° 52′ 45″ N, 2° 30′ 30″ E / 41.87915°N,2.50838°E   | IPA-34082     | Carregueu una nova foto d'aquest monument |
| Casino Tívoli                                                                            |              | Noucentisme XX Inici                                 | Sant Hilari Sacalm C. Josep Ximeno                                                                      | 41° 52′ 43″ N, 2° 30′ 34″ E / 41.87851°N,2.5094°E    | IPA-34083     | Carregueu una nova foto d'aquest monument |
| La Fàbrega                                                                               |              | Obra popular XII, XVIII, XIX                         | Sant Hilari Sacalm Al costat esquerre de la ctra. Sant Hilari - Viladrau, km 3,5                        | 41° 51′ 39″ N, 2° 28′ 01″ E / 41.8607°N,2.46688°E    | IPA-34084     | Carregueu una nova foto d'aquest monument |
| Habitatge al passeig de la Fontvella, 2                                                  |              | Eclecticisme XIX                                     | Sant Hilari Sacalm Pg. de la Fontvella, 2                                                               | 41° 52′ 45″ N, 2° 30′ 22″ E / 41.87929°N,2.50604°E   | IPA-34085     | Carregueu una nova foto d'aquest monument |
| Ca l'Animé                                                                               |              | Obra popular XIX                                     | Sant Hilari Sacalm C. Vic, 21                                                                           | 41° 52′ 45″ N, 2° 30′ 27″ E / 41.87929°N,2.50761°E   | IPA-34086     | Carregueu una nova foto d'aquest monument |
| Habitatge al passeig de la Font Vella, 23                                                |              | Obra popular XX                                      | Sant Hilari Sacalm Pg. de la Font Vella, 23                                                             | 41° 52′ 46″ N, 2° 30′ 22″ E / 41.87937°N,2.50599°E   | IPA-34087     | Carregueu una nova foto d'aquest monument |
| Habitatge al carrer Vic, 17                                                              |              | Eclecticisme XX Inici                                | Sant Hilari Sacalm C. Vic, 17                                                                           | 41° 52′ 46″ N, 2° 30′ 28″ E / 41.87934°N,2.50779°E   | IPA-34088     | Carregueu una nova foto d'aquest monument |
| Habitatge al carrer Valls, 2                                                             |              | Obra popular XIX Final, XX Inici                     | Sant Hilari Sacalm C. Valls, 2                                                                          | 41° 52′ 47″ N, 2° 30′ 31″ E / 41.87961°N,2.50859°E   | IPA-34089     | Carregueu una nova foto d'aquest monument |
| Habitatge a la carretera de la Font Picant                                               |              | Obra popular XX                                      | Sant Hilari Sacalm Ctra. de la Font Picant                                                              | 41° 53′ 03″ N, 2° 30′ 32″ E / 41.88423°N,2.50896°E   | IPA-34090     | Carregueu una nova foto d'aquest monument |
| Habitatge al carrer J.C. Serrallonga                                                     |              | Obra popular XVIII                                   | Sant Hilari Sacalm C. J.C. Serrallonga                                                                  | 41° 52′ 42″ N, 2° 30′ 31″ E / 41.8784°N,2.50867°E    | IPA-34091     | Carregueu una nova foto d'aquest monument |
| Fàbrica Joaquim Ripoll                                                                   |              | Moviment modern XX Inici                             | Sant Hilari Sacalm Ctra. de la Font Picant                                                              | 41° 52′ 54″ N, 2° 30′ 38″ E / 41.88156°N,2.51069°E   | IPA-34092     | Carregueu una nova foto d'aquest monument |
| Imatge de Sant Miquel Arcàngel                                                           |              | Eclecticisme XIX                                     | Sant Hilari Sacalm A 1 km de Sant Hilari, direcció al Sobirà, situada en una roca                       | 41° 53′ 38″ N, 2° 31′ 27″ E / 41.89387°N,2.52413°E   | IPA-34093     | Carregueu una nova foto d'aquest monument |
| Mare de Déu dels Dolors                                                                  |              | Eclecticisme XX Inici                                | Sant Hilari Sacalm C. Verge dels Dolors                                                                 | 41° 52′ 51″ N, 2° 30′ 36″ E / 41.88086°N,2.51007°E   | IPA-34094     | Mare de Déu dels Dolors (Sant Hilari Sacalm) · Vegeu més fotos d'aquest monument · Carregueu una nova foto d'aquest monument                  |
| La Casota de Matamala                                                                    |              | Obra popular XVI, XIX                                | Sant Hilari Sacalm Ctra. St. Hilari - Vic                                                               | 41° 52′ 35″ N, 2° 28′ 32″ E / 41.87638°N,2.47545°E   | IPA-34095     | Carregueu una nova foto d'aquest monument |
| El Muntalt                                                                               |              | Obra popular XIV, XVII, XIX                          | Sant Hilari Sacalm Trencall Santa Margarida de Vallors, a la dreta pista St. Hilari - Sta.Coloma        | 41° 53′ 28″ N, 2° 32′ 37″ E / 41.89115°N,2.54348°E   | IPA-34096     | Carregueu una nova foto d'aquest monument |
| Villaret Nou                                                                             |              | Obra popular XIX, XX                                 | Sant Hilari Sacalm Camí costat esquerre ctra. a Villavecchia                                            | 41° 52′ 31″ N, 2° 31′ 11″ E / 41.87523°N,2.51963°E   | IPA-34097     | Carregueu una nova foto d'aquest monument |
| Joanhuix                                                                                 |              | Obra popular XVI, XVIII                              | Sant Hilari Sacalm Camí de Villavecchia, a l'esquerra, davant Villavecchia                              | 41° 54′ 15″ N, 2° 32′ 19″ E / 41.90414°N,2.53849°E   | IPA-34098     | Carregueu una nova foto d'aquest monument |
| Villaret Vell                                                                            |              | Obra popular XII, XVIII, XIX                         | Sant Hilari Sacalm Ctra. a Villavecchia, trencall dreta davant Villaret Nou                             | 41° 52′ 23″ N, 2° 32′ 04″ E / 41.8731°N,2.53435°E    | IPA-34099     | Carregueu una nova foto d'aquest monument |
| Casa al passeig de la Font Vella, 37                                                     |              | Noucentisme XX (1927)                                | Sant Hilari Sacalm Pg. de la Font Vella, 37                                                             | 41° 52′ 46″ N, 2° 30′ 20″ E / 41.87933°N,2.50544°E   | IPA-34100     | Carregueu una nova foto d'aquest monument |
| Molí Roquer                                                                              |              | Obra popular XVIII, XX                               | Sant Hilari Sacalm Trencall Vallclara, dreta ctra. St. Hilari - Vic, passat mas Collell, darrera vivers | 41° 53′ 35″ N, 2° 27′ 26″ E / 41.89296°N,2.45728°E   | IPA-34101     | Carregueu una nova foto d'aquest monument |
| Sant Martí de Querós                                                                     | BCIL 2015    | Romànic XII, XV, XVI, XX                             | Sant Hilari Sacalm Ctra. Vilanova de Sau - Susqueda                                                     | 41° 57′ 34″ N, 2° 28′ 13″ E / 41.95937°N,2.47023°E   | IPA-34102     | Sant Martí de Querós (Sant Hilari Sacalm) · Vegeu més fotos d'aquest monument · Carregueu una nova foto d'aquest monument                     |
| Les Auledes                                                                              |              | Obra popular, gòtic XII, XV, XVIII, XX               | Sant Hilari Sacalm Ctra. St. Hilari - Viladrau, trencall esquerra just abans trencall la Fàbrega        | 41° 51′ 18″ N, 2° 28′ 43″ E / 41.85491°N,2.47856°E   | IPA-34103     | Carregueu una nova foto d'aquest monument |
| Matamala                                                                                 |              | Obra popular XVI, XIX, XX                            | Sant Hilari Sacalm Camí des del c. del Reixac de la urbanització del Serrat, a 2 km                     | 41° 51′ 57″ N, 2° 29′ 43″ E / 41.86583°N,2.49516°E   | IPA-34104     | Carregueu una nova foto d'aquest monument |
| La Sala de Vallicrosa                                                                    |              | Obra popular XII                                     | Sant Hilari Sacalm Ctra. St. Hilari - Sta. Coloma, km 10,5 trencall esquerra                            | 41° 52′ 18″ N, 2° 32′ 57″ E / 41.87159°N,2.5491°E    | IPA-34105     | Carregueu una nova foto d'aquest monument |
| Can Juvé, o Can Jové o Jover                                                             |              | Obra popular XIX, XX                                 | Sant Hilari Sacalm Pg. de la Font Vella, 26                                                             | 41° 52′ 47″ N, 2° 30′ 10″ E / 41.87985°N,2.50272°E   | IPA-34106     | Can Juvé (Sant Hilari Sacalm) · Vegeu més fotos d'aquest monument · Carregueu una nova foto d'aquest monument                                 |
| Moragues, o el Castell de Moragues                                                       |              | Obra popular XII, XVI                                | Sant Hilari Sacalm Ctra. St. Hilari - Arbúcies, últim trencall dreta abans Eix                          | 41° 51′ 22″ N, 2° 29′ 43″ E / 41.85622°N,2.49521°E   | IPA-34107     | Carregueu una nova foto d'aquest monument |
| Pont de Querós                                                                           |              | Romànic, obra popular XII, XVII                      | Sant Hilari Sacalm Entre la presa de Susqueda i Sau                                                     | 41° 57′ 36″ N, 2° 27′ 51″ E / 41.95999°N,2.46427°E   | IPA-34108     | Pont de Querós (Sant Hilari Sacalm) · Vegeu més fotos d'aquest monument · Carregueu una nova foto d'aquest monument                           |
| La Comtessa                                                                              |              | Obra popular XVIII                                   | Sant Hilari Sacalm Ctra. Sant Hilari a Vallclara, trencall abans de la Vileta                           | 41° 54′ 05″ N, 2° 28′ 25″ E / 41.90136°N,2.47375°E   | IPA-34109     | Carregueu una nova foto d'aquest monument |
| Pont del Molí de Saleta                                                                  |              | Obra popular                                         | Sant Hilari Sacalm Sobre la riera d'Osor                                                                | 41° 54′ 12″ N, 2° 30′ 02″ E / 41.903380°N,2.500587°E | IPA-36994     | Pont del Molí de Saleta (Sant Hilari Sacalm) · Vegeu més fotos d'aquest monument · Carregueu una nova foto d'aquest monument                  |
| Font Picant                                                                              |              | Noucentisme XX                                       | Sant Hilari Sacalm Prop de l'Hotel Balneari Martin al peu de la riera d'Osor                            | 41° 54′ 20″ N, 2° 30′ 25″ E / 41.905539°N,2.507052°E | IPA-37543     | Font Picant (Sant Hilari Sacalm) · Vegeu més fotos d'aquest monument · Carregueu una nova foto d'aquest monument                              |
| Passeig de la Font Vella                                                                 |              | Noucentisme XX                                       | Sant Hilari Sacalm Pg. de la Font Vella                                                                 | 41° 52′ 46″ N, 2° 30′ 18″ E / 41.8795°N,2.5051°E     | IPA-49605     | Carregueu una nova foto d'aquest monument |